# Temporada 1922-1923 del RCD Espanyol
Dades de la Temporada 1922-1923 del RCD Espanyol.

## Fets Destacats
- 16 de setembre de 1922: Amistós internacional: Espanyol 0 - Imperio Lisboa 0.
- 17 de setembre de 1922: Amistós internacional: Espanyol 2 - Imperio Lisboa 2.
- 5 de novembre de 1922: Campionat de Catalunya, Sants 0 - Espanyol 3.[5] La Federació obligà a repetir el partit per alineació indeguda de Zamora. El partit es repetí l'11 de gener amb el resultat Sants 0 - Espanyol 1.[6]
- 3 de desembre de 1922: Campionat de Catalunya, Espanyol 1 - Europa 1.[7] La Federació obligà a repetir el partit per alineació indeguda de Zamora. El partit es repetí el 4 de març de 1923. L'Espanyol s'hi presenta amb 7 jugadors, i el partit es donà per perdut a l'Espanyol. Al cap de poca estona, amb tots els jugadors al camp, es disputa el partit amb caràcter no oficial amb el resultat Espanyol 1 - Europa 4.[8]
- 8 de desembre de 1922: Amistós internacional: Espanyol 3 - K. Czechie Karlin 3.
- 10 de desembre de 1922: Amistós internacional: Espanyol 3 - K. Czechie Karlin 2.
- 31 de desembre de 1922: Amistós internacional: Espanyol 0 - Sparta de Praga 1.[9]
- 1 de gener de 1923: Amistós internacional: Espanyol 0 - Sparta de Praga 4.
- 6 de gener de 1923: Amistós internacional: Espanyol 0 - Sparta de Praga 4.
- 18 de febrer de 1923: Inauguració de l'estadi de Sarrià: Espanyol 4 - UE Sants 1. El primer gol el marcà Vicenç Tonijuan.
- 25 de març de 1923: Amistós internacional: Espanyol 0 - Viktoria Zizkov Praga 2.
- 14 d'abril de 1923: Amistós internacional: Espanyol 2 - Viktoria Zizkov Praga 0.
- 21 d'abril de 1923: Amistós internacional: Espanyol 4 - Nuselsky SK Praga 3.
- 24 de juny de 1923: Copa Vea: Espanyol 1 - CE Europa 1.

## Resultats i Classificació

### Campionat de Catalunya
| Pos | Equip        | PJ | PG | PE | PP | GF | GC | DG  | Pts |
| --- | ------------ | -- | -- | -- | -- | -- | -- | --- | --- |
| 3   | CE Sabadell  | 10 | 4  | 1  | 5  | 15 | 16 | −1  | 9   |
| 4   | RCD Espanyol | 10 | 3  | 1  | 6  | 8  | 13 | −5  | 7   |
| 5   | UE Sants     | 10 | 3  | 0  | 7  | 14 | 24 | −10 | 6   |

## Plantilla
| P             | Jugador              | C. de Catalunya | C. de Catalunya |
| P             | Jugador              | PJ              | G               |
| ------------- | -------------------- | --------------- | --------------- |
| POR           | Antoni Vilarrodona   | 5               | -6              |
| POR           | Ricard Zamora        | 2               | -2              |
| POR           | Ramon Ibars          | 2               | -5              |
| DEF           | Josep Maria Canals   | 9               | -               |
| DEF           | Eugeni Montesinos    | 8               | -               |
| DEF           | Amadeo Puig          | 1               | -               |
| DEF           | Ricardo Saprissa     | 1               | -               |
| MIG           | Ramon Trabal         | 9               | -               |
| MIG           | Baldiri Elias        | 9               | -               |
| MIG           | Francesc Sanahuja    | 5               | -               |
| MIG           | Miquel Urgell        | 3               | -               |
| MIG           | Pere Querol          | 1               | -               |
| MIG           | Ramón Aguirrebengoa  | 1               | -               |
| MIG           | Patrici Caicedo      | -               | -               |
| MIG           | Anacleto Peña        | -               | -               |
| DAV           | Ventura Vergés       | 9               | 2               |
| DAV           | Ricardo Álvarez      | 9               | 1               |
| DAV           | Francisco González   | 6               | 1               |
| DAV           | Miquel Peidró        | 6               | -               |
| DAV           | Crescente Olariaga   | 5               | 1               |
| DAV           | Vicenç Tonijuan      | 5               | 3               |
| DAV           | Jacint Torra         | 2               | -               |
| DAV           | Enrique Mairlot      | 1               | -               |
| DAV           | Víctor Juanico       | -               | -               |
| DAV           | Miquel Llauger       | -               | -               |
| DAV           | Spencer              | -               | -               |
| DAV           | Roman Blahník        | -               | -               |
| Equip reserva |                      |                 |                 |
| DEF           | Pedro Llorente Peris | -               | -               |
| DEF           | Florentino Borge     | -               | -               |
| MIG           | Josep Perich         | -               | -               |
| MIG           | Salvador Humbert     | -               | -               |
| MIG           | Manuel Sales         | -               | -               |
| DAV           | Raúl de Loredo       | -               | -               |
| DAV           | Juanito López        | -               | -               |
| DAV           | Alejo Lorca          | -               | -               |
| DAV           | Manuel Navarrete     | -               | -               |